# 中華民國體育運動總會
中華民國體育運動總會，簡稱全國體總或中華體總會，是中華民國體育運動的統籌機構，負責國內運動推廣與區域性運動會等賽事。
體總會前身是1924年8月24日成立的中華全國體育協進會（英語：China National Amateur Athletic Federation，簡稱全國體協會），是中華民國全国性体育运动的领导组织。1931年被國際奧委會承認為中國奧林匹克委員會。1973年改組，改稱為「中華民國體育協進會」，分立出中華奧林匹克委員會，並由個人會員制改為團體會員制。1989年12月23日改為今名。

## 歷史
1908年5月23日，在伦敦奥运会举办前夕，天津中英双语的《星期报》（英文名为Tiensin Young Men）刊登了一篇名为《竞技体育》的文章。1910年10月18日由唐绍仪、伍廷芳、王正廷、张伯苓等发起成立“全国学校区分队第一次体育同盟会”，当时因应在南京举行的第一届全国运动会成立的体育机构，参加首届全运会的有华南、华南、华北、武汉、吴宁、上海五单位参加，这也是“中国第一届全国运动会”的原始名称，其筹备会的组织被视为是中国一个全国性的体育团体，也是当时中国全国性体育组织的的雏形。
1913年，在张伯苓、王正廷等人和菲律宾青年会总干事布朗等人的倡导下，第一届远东奥林匹克运动会（后改称远东运动会）在菲律宾马尼拉举行。
- 第二届远东运动会：1915年5月15日下午2时30分，第二届远东运动会正式开幕，王正廷任会
- 第四届远东运动会：1919年，第4届远东运动会在菲律宾举行，中国体育界人士提出成立全国性体育组织。
- 远东体协：1920年，远东体协被国际奥委会正式承认，成为世界上第一个被国际奥委会正式承认的区域性国际体育组织。1921年中国各地区体育联合会代表在上海集会，选出临时领导机构。

### 中华业余运动联合会時期
中华业余运动联合会於1922年4月3日在中華民國北京成立，机构的英文名称为“China National Amateur Athletic Federation”。同年6月7日至6月10日，“中华业余运动联合会”在法国巴黎举行的国际奥委会第20届（一說第21届）年会获得承认即代表“中国奥林匹克委员会”，王正廷被推举为中国第一位奥委会委员。至此，“中华业余运动联合会”成为中国第一个真正意义上的全国性体育组织性机构，“中华业余运动联合会”和“中国奥林匹克委员会”主席均由中国外交部长王正廷兼任。

### 中華全國體育協進會時期
中華全國體協會的成立，源自在武昌舉辦的第三屆全國運動會。這一屆全國運動會的举办日期是1924年5月22日到24日，實際負責籌備的是漢口青年會體育部主任郝更生、武昌青年會總幹事宋如海，武昌中華大學校長陳時，及武昌某小學校長黃芷端等四人。由於該運動會匯集全國體育界領導人士，大家皆認為需成立全國性的體育團體，以統籌推進全民體育，舉辦全國性的運動會，進而參加國際競技活動。最後，决定中华业余运动联合会与中华体育协会合併，暂定名为中华体育联合会，推选张伯苓、卢炜昌等8人为筹备委员。7月4日，借中华教育改进社在南京举行第三次年会的机会，中华业余联合会与中华体育协会筹备处共同在东南大学化学教室举行“中华全国体育协进会”成立大会，推举张伯苓、王正廷为正、副名誉会长，沈嗣良为名誉主任干事，董事会由15人组成，全部是中国人，王正廷被推为名誉主席董事。5日，临时董事会开会决定两个组织正式合组成中华全国体育协进会，沿用中华业余运动联合会的英文名称“China National Amateur Athletic Federation”。8月24日在上海正式成立「中華全國體育協進會」，并取代原有之“中华业余运动联合会”一切职能，对外代表“中国奥林匹克委员会”，机构的英语名称則继续沿用“China National Amateur Athletic Federation”，两会主席均由王正廷担任。
- 中国人首次参加奥运比赛：1924年中華民國派出3名网球选手参加了法国巴黎举行的第8届奥运会网球表演赛，预赛即遭淘汰。尽管中華民國参赛者是在澳大利亚参加“戴维斯杯网球赛”后自行去参加本届奥运会，但这却是中国人首次出现在奥运会的赛场。此次参加奥运会之后，“中华全国体育协进会”先后陆续加入了田径、游泳、体操、网球、举重、拳击、足球、篮球等8个国际单项体育联合会。
- 中華民國政府首次派员参加奥运会：1928年，在美国斯普林菲尔德学院留学的宋如海受“中华体育协进会”的指派，由美国乘船前往荷兰，出席了在阿姆斯特丹举行的第9届奥运会，这是中国首次正式派人参与奥运会。回国后，宋如海出版了一本《我能比呀·世界运动会丛录》。
- 中華民國政府首次派代表团参加奥运会：1932年，第10届奥林匹克运动会在美国洛杉矶举行，中華民國國民政府宣称不派运动员参赛。此时满洲国拟派两名东北运动员以“满洲国”名义参赛，并大造宣传声势。全国舆论大哗，强烈要求政府派运动员参赛。全国体协立即予以响应，积极进行参赛准备工作，但参赛经费无着，王正廷、张伯苓以全国体协名义出面筹款，最后张学良决定个人出资8000元。这次中華民國代表团共6人分别为刘长春、沈嗣良、宋君复、刘雪松、申国权、托平，其中后3人是在洛杉矶临时找的工作人员。这是中華民國第一次派代表团参加奥运会，刘长春是中華民國第一位参加奥运会的选手。

1936年第十一屆奧林匹克運動會在德國柏林舉行，中華民國参加篮球、足球、游泳、田径、举重、拳击、自行车等7个项目的比赛。全國體協會發起組織了一個「中國體育考察團」隨奧運代表團前往觀摩，同行的還有一個「國術表演團」。代表團及國術表演團共有七十八人，由王正廷任總領隊。 
- 1937年，“抗战”爆发后，全国体协会随政府西迁重庆，协会进入实质停顿状态。1938年国际奥委会第38届全会于埃及开罗召开，中華民國代表在会上抗议日本发动侵华战争，破坏世界和平，要求取消日本东京、札幌1940年夏季、冬季奥运会主办权。
- 1939年，国际奥委会第39届全会于伦敦召开，孔祥熙当选为国际奥委会中華民國委员。

而後抗戰爆發，政府西遷重慶，全國體協會亦隨政府西遷，幾年來體育協會沒有實際負責人，會務停頓。直至1941年中华全国体育协进会，在重慶夫子池新運模範區135號辦公，並於5月向社會部備案，批准為社會團體。
1945年抗战胜利后，全國體協會遷回南京。王正延和袁敦礼、董守义等人提出申请，在中華民國举行第15届奥运会（1952年）。
1947年，国际奥委会第41届全会于斯德哥尔摩召开，董守义当选为国际奥委会中華民國委员。同年中华全国体育协进会在北京、天津、上海、广州等地建立了十多个分会，並在南京建國路七號覓得會所辦公。
1948年，第十四届夏季奥林匹克运動会在英国伦敦举行。中国参加了篮球、足球、田径、游泳和自行车等5个项目的比赛，仍由王正廷任总领队。
1949年以后因“国共内战”中国进入分裂状态。

#### 播遷台灣
国共内战後，中華民國政府戰敗，中华全国体育协进会隨政府撤退到台湾。之後，關於代表中国的国际奥委会的席位问题，两岸问题、“两个中国问题”在体育方面成为敏感话题。1949年10月，中华人民共和国成立，文艺和体育事业分工由团中央负责。1949年10月26日，在北京召开了全国体育工作者代表大会，团中央书记冯文彬当选为主任，荣高棠是副主任兼秘书长。此后在原“中华全国体育协进会”組織架構下成立民間運動團體“中华全国体育总会”（All-China Sports Federation，简称"ACSF"，即“全国体总”），並成立政府運動機構中央人民政府体育运动委员会，后改称中华人民共和国国家体育运动委员会。此后，各地陆续建立了体总的地方分会。全国体总对外代表国家奥委会。
而台湾方面，迁台後的中华全国体育协进会於1951年初致函国际奥委会表示“中国奥委会26位委员中，已有19位随政府迁移到台湾”，要求将代表中国奥委会的“中华全国体育协进会”会址自南京迁至台北，国际奥委会當時同意了台湾的意见，会籍名称为“Chinese Olympic Committee，National Amateur Athletic Federation”。
全國體協會遷台後，會務停頓近兩年，之後其會址遷移不定。1954年全國體協會籌備參加第二屆亞洲運動會，並在亞運會後首先成立中華全國籃球委員會，聘請空軍總司令周至柔擔任主任委員，組隊參加第二屆世界杯籃球錦標賽。1956年年9月14日由中央委員會副秘書長鄧傳楷先生任第16屆墨爾本世界運動會中國代表團團長，率團於10月18日飛抵澳洲墨爾本，29日抵達雪梨世運會新村，參加11月22日至12月8日墨爾本世運會，世運會首次在歐美以外的其他洲舉行，也是首次在南半球舉行。1957年12月鄧傳楷先生繼周至柔擔任中華全國體育協進會理事長、中國奧林匹克委員會主席。之後全國體協會籌備參加1960年第八屆冬季奧運會及第十七屆羅馬奧運會。該屆奧運會因國際奧運會硬性規定必須以「台灣」或「褔爾摩莎」名稱參加，所以代表團於開幕典禮持「抗議下」（英文：UNDER PROTEST）英文字樣白布出場。該次奧運田徑選手楊傳廣在十項鐵人獲得銀牌，成為首位獲得奧運奬牌的中華民國運動員。而冬季奧運會雖獲美國支持，但是因需先申請加入國際滑雪總會和國際滑冰總會為會員，又受政治影響未能及時獲准，致未能正式參加比賽，而由鄧傳楷先生任中華民國代表團團長率團觀摩，為中華民國在冬奧會上出現開了先河。
楊森接任理事長後，由於當時是中華全國射擊委員會主任委員，因此全國體協會得以搬到在台北市水源路新店溪畔的全國射擊委員會辦公。1962年集訓以參加第四屆亞洲運動會，曾洽借台灣大學體育館辦公。但後來印尼阻止中華民國及以色列參加，致未能赴會。之後全國體協會又遷回水源路。後來台北市政府推行防洪計畫工程，要建設堤防，全國射擊委員會樓房在堤防外，只好拆除。
第十八屆東京奧運會即將舉行，楊森為了尋找固定的辦公處所以便利照顧選手，最後台北美國學校將舊校舍借給使用，全國體協會於1964年8月16日遷入，至此終於有固定會址。楊森整頓會所後將沒有會所的運動委員會遷入。由於原址土地屬於國有財產局，同年租約到期後變成了違章建築，至此面臨搬遷問題。楊森希望能有適合場地搬遷，或是直接將該地買下，但皆未果。而後辦公室發生不少災難，先是因為火災，將體協會辦公室、陳列室及許多寶貴的資料燒毀。隔年艾爾西颱風與芙勞西颱風分別來襲，把辦公室的屋項吹垮，到處漏水。而後在經過工商界人士捐款之下，依照政府規定，違章建築不可以加大的原則下，改建成平頂房屋，繼續辦公。
1968年參加第十九屆墨西哥奧運會時，國際奧委會將台灣的名稱，改為中華民國。在這次奧運會上，田徑女傑紀政，參加八十公尺跨欄，以十秒四打破了奧運會紀錄，並贏得銅牌，成為第二位獲得奧運奬牌的中華民國運動員。

### 中華民國體育協進會時期
1973年7月17日，中华全国体育协进会進行全面改組，更名為中華民國體育協進會，由黎玉璽將軍出任理事長，楊森為名譽理事長。體育協會原有個人會員與團體會員，則一律改為團體會員，原來總幹事的名稱改為秘書長，聘周中勛擔任。其次，將中華奧林匹克委員會獨立成單一組織，由徐亨出任主席。
1979年，中華民國的對外體育交流，特別是國際奧林匹克運動，均由中華奧林匹克委員會代表。中華體協會則以推展全民運動、發揚奧林匹克精神、加強與國際奧會及國內外各運動團體聯繫為宗旨，發展全民運動事項及參加或主辦奧林匹克運動會及區域性運動會事項。與此同時，国际奥委会执委会於1979年10月在名古屋会议决议，將中国的国际奥委会席位歸給中華人民共和國的中国奥林匹克委员会。

### 中華民國體育運動總會時期
1989年12月23日，中華體協會更名為中華民國體育運動總會（Republic of China Sports Federation（ROCSF）），並於同月29日改選首任會長，原任中華體協會理事長張豐緒蟬聯會長、陳金樹繼任秘書長。
1993年12月28日，體總會第二屆會長改選，原任會長張豐緒由於人團法之限不得連任，經全體會員代表重新投票，結果郭宗清將軍以高票榮膺會長職務，改聘蔡特龍為秘書長。
1997年12月27日，第三屆會長改選，由於原任會長郭宗清將軍表明不再連任，經全體會員代表重新投票結果，一致推舉教育、企業界出身且常年出錢致力於體育界之原任副會長張萬利先生出任會長，並聘體育科班畢業且精通企業管理之廖裕輝先生任秘書長。
1999年5月起，張萬利會長因故長期請假，會務由副會長李武男代理，直至2001年7月，總會面臨左訓中心及北訓中心裁撤，在人員資遣及安頓處理妥當後，交由副會長張朝國代理至2001年11月27日的第四屆改選；期間秘書長廖裕輝於2000年9月自雪梨奧運返國後請辭，10月由文化大學副教授魏香明接任，襄贊代理會長處理體總轉型會務。
體總自第四屆改選後，由企業家出身的橄欖球協會理事長蔡辰威接任會長，隨後新任理監事改選就任；秘書長則由陳光復出任。
2013年，由前行政院顧問張朝國接任會長。
2013年至2017年，連續5年於總統府前舉辦孝親洗腳活動，2016年使用礦泉水洗腳及發魚翅餐券引發爭議，2017年因活動當日天候不佳導致萬人淋雨2小時。
2014年，舉辦桃園國門之都馬拉松因補給站沒提供飲水、沒有頒發完賽獎牌引發參賽者不滿，遭諷"駱駝盃"。
2014年，因太陽花學運，張朝國會長率領單項協會至立法院發起體育界萬人掛牌行動。
2017年，爆發申請加入特定體育團體網頁連結架設爭議。
2018年，因體育改革改選，健美協會遭爆黑箱作業引發爭議。

## 會員單位

### 地區體育會
- 台灣省體育會
- 臺北市體育總會
- 新北市體育總會
- 桃園市體育會
- 臺中市體育總會
- 社團法人臺南市體育總會
- 高雄市體育會
- 金門體育會

### 全國性單項運動協會
| 射箭 |
| --- |
| 中華民國射箭協會 |
| 巧固球 |
| 中華民國巧固球協會 |
| 田徑 |
| 中華民國田徑協會 |
| 網球 |
| 中華民國網球協會 |
| 羽球 |
| 中華民國羽球協會 |
| 鐵人三項 |
| 中華民國鐵人三項協會 |
| 棒球 |
| 中華民國棒球協會 |
| 排球 |
| 中華民國排球協會 |
| 籃球 |
| 中華民國籃球協會 |
| 滑水 |
| 中華民國滑水總會 |
| 健美 |
| 中華民國健美協會 |
| 舉重 |
| 中華民國舉重協會 |
| 保齡球 |
| 中華民國保齡球協會 |
| 角力 |
| 中華民國角力協會 |
| 拳擊 |
| 中華民國拳擊協會 |
| 帆船 |
| 中華民國帆船協會 |
| 自由車 |
| 中華民國自由車協會 |
| 合氣道 |
| 中華民國合氣道協會 |
| 馬術 |
| 中華民國馬術協會 |
| 山岳 |
| 中華民國山岳協會 |
| 擊劍 |
| 中華民國擊劍協會 |
| 太極拳 |
| 中華民國太極拳總會 |
| 足球 |
| 中華民國足球協會 |
| 槌球 |
| 中華民國槌球協會 |
| 高爾夫 |
| 中華民國高爾夫協會 |
| 十字弓 |
| 中華民國十字弓協會 |
| 體操 |
| 中華民國體操協會 |
| 輕艇 |
| 中華民國輕艇協會 |
| 手球 |
| 中華民國手球協會 |
| 游泳 |
| 中華民國游泳協會 |
| 曲棍球 |
| 中華民國曲棍球協會 |
| 桌球 |
| 中華民國桌球協會 |
| 柔道 |
| 中華民國柔道總會 |
| 跆拳道 |
| 中華民國跆拳道協會 |
| 空手道 |
| 中華民國空手道協會 |
| 體育運動舞蹈 |
| 中華民國體育運動舞蹈總會 |
| 劍道 |
| 中華民國劍道協會 |
| 撞球 |
| 中華民國撞球總會 |
| 合球 |
| 中華民國合球協會 |
| 拔河運動 |
| 中華民國拔河運動協會 |
| 武術 |
| 中華民國國武術總會 |
| 木球 |
| 中華民國木球協會 |
| 雪橇 |
| 中華民國雪橇協會 |
| 慢速壘球 |
| 中華民國慢速壘球協會 |
| 雪車 |
| 中華民國雪車協會 |
| 摔角 |
| 中華民國摔角協會 |
| 飛行運動 |
| 中華民國飛行運動總會 |
| 民俗體育運動 |
| 中華民國民俗體育運動協會 |
| 現代五項暨冬季兩項 |
| 中華民國現代五項暨冬季兩項運動協會 |
| 運動傷害 |
| 中華民國運動傷害防護協會 |
| 健力 |
| 中華民國健力協會 |
| 漆彈 |
| 中華民國漆彈運動協會 |
| 滑輪溜冰 |
| 中華民國滑輪溜冰協會 |
| 西洋棋 |
| 中華民國西洋棋協會 |
| 划船 |
| 中華民國划船協會 |
| 冰球 |
| 中華民國冰球協會 |
| 橄欖球 |
| 中華民國橄欖球協會 |
| 殘障體育 |
| 中華帕拉林匹克總會 |
| 射擊 |
| 中華民國射擊協會 |
| 卡巴迪 |
| 中華民國卡巴迪運動協會 |
| 滑冰 |
| 中華民國滑冰協會 |
| 藤球 |
| 中華民國藤球協會 |
| 滑雪滑草 |
| 中華民國滑雪滑草協會 |
| 大專院校體育 |
| 中華民國大專院校體育總會 |
| 壘球 |
| 中華民國壘球協會 |
| 高級中等學校體育 |
| 中華民國高級中等學校體育總會 |
| 軟式網球 |
| 中華民國軟式網球協會 |
| 壁球 |
| 中華民國壁球協會 |
| 備註 |
| 並非所有全國性單項運動協會均受到中華民國體育運動總會的監督，本表所列以外的全國性單項運動協會，則未受到中華民國體育運動總會的領導與監督。 |

## 主要官员

### 歷任會長
| 任次                               | 姓名                               | 就任日期                           | 離任日期                           | 備註                                                    |
| 全國學校區分隊第一次體育同盟會會長 | 全國學校區分隊第一次體育同盟會會長 | 全國學校區分隊第一次體育同盟會會長 | 全國學校區分隊第一次體育同盟會會長 | 全國學校區分隊第一次體育同盟會會長                      |
| ---------------------------------- | ---------------------------------- | ---------------------------------- | ---------------------------------- | ------------------------------------------------------- |
| 1                                  | 張伯苓                             |                                    |                                    |                                                         |
| 中華全國體育協進會會長             |                                    |                                    |                                    |                                                         |
| 1                                  | 王正廷                             |                                    |                                    | 兼任中國奧會主席                                        |
| 2                                  | 郝更生                             |                                    |                                    | 兼任中國奧會主席                                        |
| 3                                  | 周至柔                             | 1956年6月                          |                                    | 兼任中國奧會主席                                        |
| 4                                  | 鄧傳楷                             | 1957年                             |                                    | 兼任中國奧會主席                                        |
| 5                                  | 楊森                               | 1961年2月                          | 1973年6月                          | 兼任中國奧會主席                                        |
| 6                                  | 黎玉璽                             | 1973年6月                          | 1981年12月                         | 兼任中國奧會主席，1973年7月17日中華奧會分出成為獨立組織 |
| 7                                  | 鄭為元                             | 1981年12月                         | 1987年9月                          |                                                         |
| 8                                  | 張豐緒                             | 1987年9月                          | 1989年12月                         |                                                         |
| 中華民國體育運動總會會長           |                                    |                                    |                                    |                                                         |
| 1                                  | 張豐緒                             | 1989年12月                         | 1993年12月                         |                                                         |
| 2                                  | 郭宗清                             | 1993年12月                         | 1997年12月                         |                                                         |
| 3                                  | 張萬利                             | 1997年12月                         | 2001年11月                         | 1999年5月起“因故”長期請假                               |
| 代理                               | 李武男                             | 1999年5月                          | 2001年7月                          | 副會長代理會長                                          |
| 代理                               | 張朝國                             | 2001年7月                          | 2001年11月                         | 副會長代理會長                                          |
| 4                                  | 蔡辰威                             | 2001年11月                         |                                    |                                                         |
| 5                                  | 陳建平                             |                                    |                                    |                                                         |
| 6                                  | 張朝國                             | 2013年12月                         | 2021年12月                         |                                                         |
| 7                                  | 葉政彥                             | 2021年12月                         |                                    |                                                         |

### 歷任秘書長
| 任次                       | 姓名                     | 就任日期                 | 離任日期                 | 備註                     |
| 中華全國體育協進會秘書長   | 中華全國體育協進會秘書長 | 中華全國體育協進會秘書長 | 中華全國體育協進會秘書長 | 中華全國體育協進會秘書長 |
| -------------------------- | ------------------------ | ------------------------ | ------------------------ | ------------------------ |
| 1                          | 周中勛                   | 1974年7月                |                          |                          |
| 中華民國體育運動總會秘書長 |                          |                          |                          |                          |
| 1                          | 陳金樹                   | 1989年12月               | 1993年12月               |                          |
| 2                          | 蔡特龍                   | 1993年12月               | 1997年12月               |                          |
| 3                          | 廖裕輝                   | 1997年12月               | 2000年10月               |                          |
| 4                          | 魏香明                   | 2000年10月               | 2001年11月               |                          |
| 5                          | 陳光復                   | 2001年11月               | 2010年8月                |                          |
| 6                          | 林森鴻                   | 2010年8月                | 2013年12月               |                          |
| 7                          | 張至滿                   | 2013年12月               | 2017年12月               |                          |
| 8                          | 呂瑞瓊                   | 2019年1月                | 2021年12月               |                          |
| 9                          | 王景成                   | 2021年12月               |                          |                          |

### 現任理監事
| 會長 |
| --- |
| 葉政彥 |
| 副會長 |
| 黃志雄、許文宗、張國祚、楊永昌、劉福財、鄭錦洲 |
| 常務理事 |
| 張文馨、吳志祥、韓亞男、林錦富 |
| 理事 |
| 賴文郎、蔡宜助、李一中、李開志、許安成、李振興、楊美蓉、洪秀主、畢鈞輝、林茂榮、王琇娟、謝俊煌、吳志祥、鄭資盛、吳相羅、劉玉峯、葉榮裕、洪瑞昌、徐茂政、許煥生、黄忠仁、吳倫閑、陳雙全、廖盈熀、蔡鴻鵬 |
| 常務監事 |
| 朱文慶、林榮祿、王錦鐘 |
| 監事 |
| 吳福龍、吳火塗、林廷祥、張聰榮、陳清宮、李振邦、張添福、陳肇基 |

## 外部連結
- 中華民國體育運動總會（页面存档备份，存于）